# Isidor (Vorname)
Isidor ist ein männlicher Vorname.

## Herkunft und Bedeutung
Der Name Isidor kommt etymologisch aus dem hellenistischen Griechischen und ist zusammengesetzt aus dem Namen der ägyptischen Göttin Isis und dem griechischen Wort „δῶρον“ (doron), deutsch „Geschenk“, also „Geschenk der Isis“. Der Name ist damit ein typisches Theophor, ein Name religiöser Provenienz, wie die ähnlichen griechischen Namen Theodor und Dorothea, die hebräischen Namen Matthias/Matthäus, Jonathan und Nathan(iel), der lateinische Name Donata und der slawische Name Bogdan.

## Verbreitung
Christlich verwendet wurde der Name seit dem hl. Isidoros von Chios († 251, Märtyrer) und Isidor von Sevilla (um 560–636), dem großen Schriftgelehrten des Mittelalters (siehe Althochdeutscher Isidor und die Fälschung Pseudoisidor). Beliebt war er im Romanischen aber besonders wegen des Schutzheiligen Madrids, Isidor der Bauer (1070–1130, kanonisiert 1622), und damit ab dem Barock häufig.

## Namenstag
Als Namenstag wird gefeiert:
- 4. April, nach Isidor von Sevilla (nichtgebotener Gedenktag im Allgemeinen Römischen Kalender)
- 15. Mai, nach Isidor von Madrid

## Varianten
Die weibliche Form des Vornamens ist Isidora. International gibt es folgende Varianten:
- Isidore (englisch)
- Isidore (französisch)
- Isidoros (griechisch)
- Isidoro (italienisch)
- Isidorus, Isidorius (lateinisch)
- Isidoro, Isidro (spanisch)

## Namensträger

### Einname (alle Formen)
- Isidoros von Charax (? um die Zeitenw.), griechischer Geograph
- Isidoros von Chios († 251), Heiliger und Märtyrer
- Isidor von Pelusium (? um 360–451), Theologe und Asket
- Isidor von Milet (442–537), griechischer Architekt, Physiker und Mathematiker
- Isidor (Philosoph) (? zw. 445–526), spätantiker Philosoph
- Isidor von Sevilla (um 560–636), Heiliger, Gelehrter und Bischof; nach ihm benannt Isidorus (Mondkrater)
- Isidor von Madrid (um 1070–1130), Heiliger und Wundertäter, Patron der Stadt Madrid
- Isidor von Kiew/Thessaloniki (? um 1380–1463), griechischer Kirchenpolitiker
- Isidoros (Patriarch) (1347–1350), Patriarch von Konstantinopel

### Isidor (einschließlich lat., gr. und Umschriften)
- Isidor Achron (1892–1948), polnisch-amerikanischer Pianist, Komponist und Musikpädagoge
- Isidor Alfred Amreich (1885–1972), österreichischer Gynäkologe
- Isidor Markowitsch Annenski (1906–1977), sowjetischer Regisseur
- Isidor Aschheim (1891–1968), deutsch-israelischer Maler und Grafiker
- Isidor Bakanja (1887–1909), afrikanischer Seliger
- Isidor Baumann (* 1955), Schweizer Politiker
- Isidor Baumgartner (* 1946), deutscher römisch-katholischer Theologe und Pastoralpsychologe
- Isidor Caro (1877–1943), deutscher Rabbiner der jüdischen Gemeinde Köln
- Isidor Dannström (1812–1897), schwedischer Komponist
- Isidor Didion (1798–1878), französischer General
- Isidor Markus Emanuel (1905–1991), deutscher Bischof
- Isidor Feilchenfeld (1857–1901), deutsch-baltischer Schriftsteller und Journalist
- Isidor Fisch (1905–1934), deutscher Emigrant, Geschäftspartner von Bruno Hauptmann
- Isidor Fischer (1868–1943), österreichischer Gynäkologe und Medizinhistoriker
- Isidor Früh (1922–2002), deutscher Politiker
- Isidor Gansl (1896–1938), österreichischer Fußballspieler
- Isidor Gistl (1868–1950), deutscher Fabrikant
- Isidor Grießner (1906–1983), österreichischer Politiker
- Isidor Grüner (* 1976), österreichischer Freestyle-Skier
- Isidor Grunfeld (1900–1975), Dayan (Rabbinerrichter) und Autor
- Isidor Emanuilowitsch Gukowski (1871–1921), russischer Politiker
- Isidor Gunsberg (1854–1930), englischer Schachspieler
- Isidor Harsieber (1891–1964), österreichischer Politiker
- Isidor Himmelbaur (1858–1919), österreichischer Bibliothekar und Volksbildner
- Isidor Hopfner (1858–1937), österreichischer Jesuit, Dichter und Namensforscher
- Isidor Kaufmann (1853–1921), ungarischer Maler
- Isidorus Keppler (1715–1792), deutscher Theologieprofessor
- Isidor Landau (1850–1944), deutscher Journalist und Theaterkritiker
- Isidor Levin (1919–2018), estnischer Volkskundler, Erzählforscher und Theologe
- Isidor Mautner (1852–1930), österreichischer Unternehmer
- Isidor Neumann (1832–1906), österreichischer Dermatologe und Syphilidologe
- Isidorus Orientalis (1786–1825), deutscher Dichter und Schriftsteller
- Isidor Popper (1816–1884), deutscher Lithograf, Genre- und Porträtmaler sowie Karikaturist jüdischen Glaubens
- Isidor Isaac Rabi (1898–1988), US-amerikanischer Physiker
- Isidor Rosenthal (1836–1915), deutscher Physiologe
- Isidor Sadger (1867–1942), österreichischer Arzt und Psychoanalytiker
- Isidor Schalit (1871–1954), österreichisch-israelischer Zahnarzt und Zionist
- Isidor Scheurl (* 1986), deutscher Biathlontrainer und ehemaliger Biathlet
- Isidor Singer (1857–1927), österreichischer Journalist und Herausgeber
- Isidore Singer, geb. Isidor S. (1859–1939), austroamerikanischer Schriftsteller und Lexikograph
- Isidor Straus (1845–1912), US-amerikanischer Geschäftsmann und Politiker
- Isidor Traube (1860–1943), deutscher Physikochemiker
- Isidor Triefus (1845–1919), deutscher Industrieller und der Begründer der Diamantschleiferei-Industrie in der Westpfalz
- Isidor Velikanović (1869–1940), kroatischer Schriftsteller, Satiriker und Übersetzer
- Isidor Bogdan Zahradník (1864–1926), böhmischer Prämonstratenser und Politiker

### Als Zweitname (Beispiele, alle Formen)
- Joseph Isidor Achron (1886–1943), litauisch-amerikanischer Komponist und Violinist.
- Karl Isidor Beck (1817–1879), österreichischer Dichter, Journalist und Schriftsteller
- Carl Isidor Cori (1865–1954), österreichischer Zoologe und Hochschullehrer
- Aloys Isidor Jeitteles (1794–1858), österreichischer Arzt und Dichter
- Louis Isadore Kahn (1901–1974), amerikanischer Architekt und Städteplaner
- Franz Isidor Proschko (1816–1891), österreichischer Schriftsteller und Jurist
- Maximilien Marie Isidore de Robespierre (1758–1794), französischer Rechtsanwalt, Politiker und Revolutionär

sowie als Cognomen:
- Flavius Anthemius Isidorus (5. Jh.), römischer Konsul 436

### Beispiele für Zusammenziehungen
- Victor-Augustin-Isidore Dechamps (1810–1883), belgischer Theologe, Erzbischof und Kardinal